# UFC Fight Night: Walker vs. Zhang
UFC Fight Night: Walker vs. Zhang (también conocido como UFC Fight Night 257 y UFC on ESPN+ 115) es un próximo evento de artes marciales mixtas producido por Ultimate Fighting Championship que se llevará a cabo el 23 de agosto de 2025 en el Shanghai Indoor Stadium en Shanghái, China.

## Antecedentes
El evento marcará la segunda visita de la promoción a Shanghái y la primera desde UFC Fight Night: Bisping vs. Gastelum en noviembre de 2017. También será la primera vez desde la pandemia de COVID-19 que UFC regresa a China continental. Originalmente, se esperaba que la promoción regresara a la sede para UFC Fight Night: Song vs. Gutiérrez en diciembre de 2023, antes de trasladar ese evento a Las Vegas por razones no reveladas.
Está previsto que una pelea de peso semipesado entre Johnny Walker y Zhang Mingyang encabece este evento.
Se esperaba que Shi Ming y Bruna Brasil se enfrentaran en una pelea de peso paja femenino en el evento.  Sin embargo, el emparejamiento fue cancelado para que sirviera como pelea destacada del evento de semifinales de la temporada 4 de Road to UFC un día antes.

## Bonificaciones
Los siguientes peleadores recibieron bonificaciones de 50.000 dólares.
- Pelea de la Noche:
- Actuación de la Noche: